# Placer County
Das Placer County ist ein County in der Sierra Nevada des US-Bundesstaates Kalifornien. Aufgrund der ständig wachsenden Metropolregion Sacramento ist Placer County eines der am schnellsten wachsenden Countys der Vereinigten Staaten. Der Verwaltungssitz (County Seat) ist Auburn, die größte Stadt Roseville.

## Geographie
Das County erstreckt sich von den Vororten von Sacramento bis zum Lake Tahoe und dem US-Bundesstaat Nevada. Es hat eine Gesamtfläche von 3892 Quadratkilometern. Davon sind 255 Quadratkilometer (6,55 Prozent) Wasserfläche. Es grenzt im Uhrzeigersinn an die Countys: Nevada County, Washoe County, Carson City, Douglas County, El Dorado County, Sacramento County, Sutter County und Yuba County.

## Geschichte
Das Placer County wurde 1851 aus Teilen des Sutter County und Yuba County gegründet. Das Wort Placer kommt von placer gold (Seifengold, d. h. Gold aus einer Flussablagerung; ursprünglich aus dem Spanischen). Den Namen erhielt das County, da die Gegend eines der Zentren des kalifornischen Goldrausches war.
32 Bauwerke und Stätten des Countys sind im National Register of Historic Places eingetragen.

## Demografische Daten

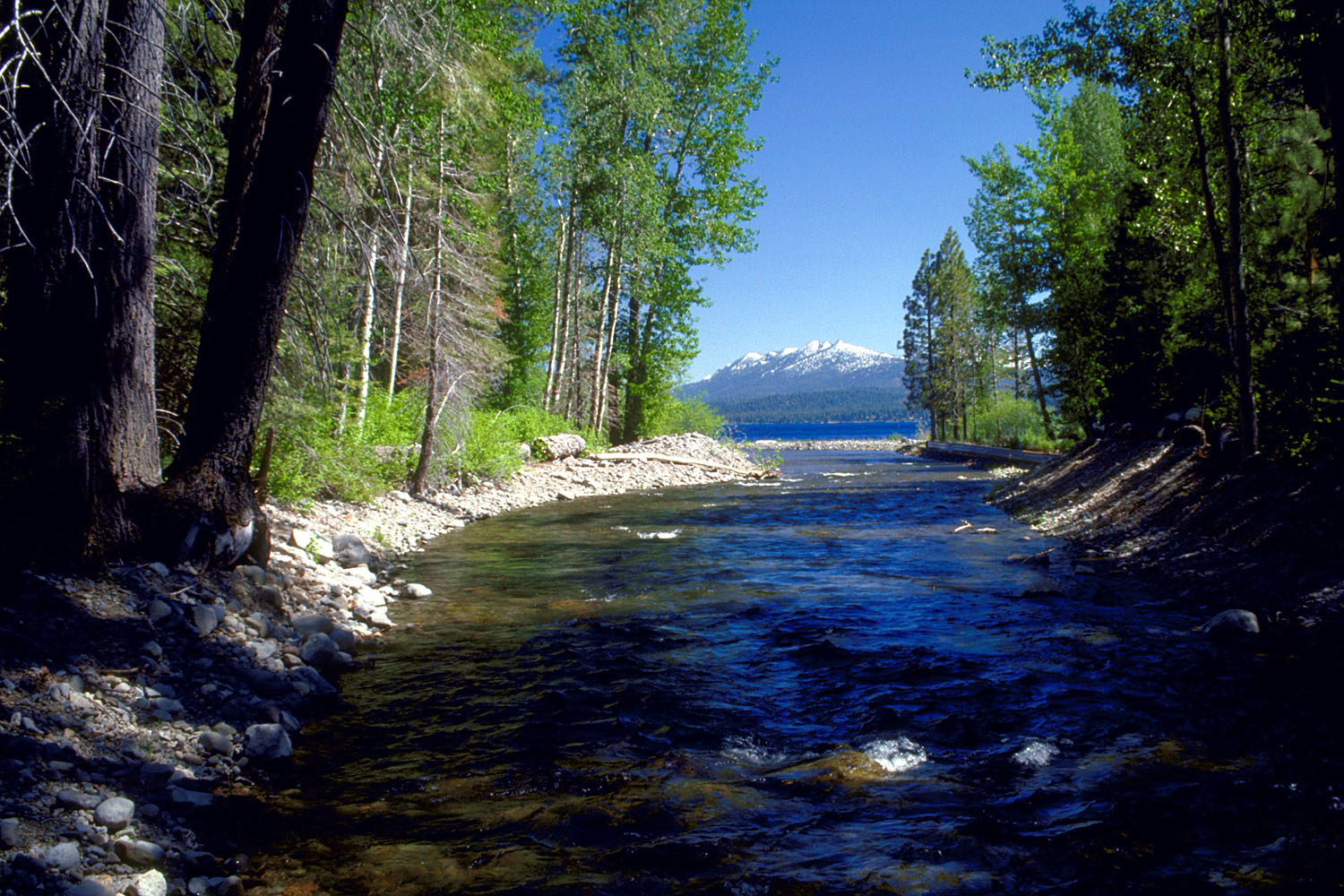
Mündung des Ward Creek in den Lake Tahoe

Alterspyramide des Placer Countys (Stand: 2000)

Nach der Volkszählung im Jahr 2000 lebten im Placer County 248.399 Menschen. Es gab 93.382 Haushalte und 67.701 Familien. Die Bevölkerungsdichte betrug 68 Einwohner pro Quadratkilometer. Ethnisch betrachtet setzte sich die Bevölkerung zusammen aus 88,59 % Weißen, 0,82 % Afroamerikanern, 0,89 % amerikanischen Ureinwohnern, 2,95 % Asiaten, 0,16 % Bewohnern aus dem pazifischen Inselraum und 3,39 % aus anderen ethnischen Gruppen; 3,21 % stammten von zwei oder mehr ethnischen Gruppen ab. 9,67 % der Bevölkerung waren spanischer oder lateinamerikanischer Abstammung.
Von den 93.382 Haushalten hatten 35,30 % Kinder und Jugendliche unter 18 Jahre, die bei ihnen lebten. 59,40 % waren verheiratete, zusammenlebende Paare, 9,20 % waren allein erziehende Mütter. 27,50 % waren keine Familien. 21,30 % waren Singlehaushalte und in 8,10 % lebten Menschen im Alter von 65 Jahren oder darüber. Die Durchschnittshaushaltsgröße betrug 2,63 und die durchschnittliche Familiengröße lag bei 3,06 Personen.
Auf das gesamte County bezogen setzte sich die Bevölkerung zusammen aus 26,50 % Einwohnern unter 18 Jahren, 6,90 % zwischen 18 und 24 Jahren, 29,00 % zwischen 25 und 44 Jahren, 24,50 % zwischen 45 und 64 Jahren und 13,10 % waren 65 Jahre alt oder darüber. Das Durchschnittsalter betrug 38 Jahre. Auf 100 weibliche Personen kamen 96,40 männliche Personen, auf 100 Frauen im Alter ab 18 Jahren kamen statistisch 93,90 Männer.
Das jährliche Durchschnittseinkommen eines Haushalts betrug 57.535 USD, das Durchschnittseinkommen der Familien betrug 65.858 USD. Männer hatten ein Durchschnittseinkommen von 50.410 USD, Frauen 33.763 USD. Das Prokopfeinkommen betrug 27.963 USD. 5,80 % Prozent der Bevölkerung und 3,90 % der Familien lebten unterhalb der Armutsgrenze. 6,30 % davon waren unter 18 Jahre und 3,80 % waren 65 Jahre oder älter.

## Orte im County

### Citys
- Auburn (County Seat)
- Colfax
- Lincoln
- Rocklin
- Roseville

### Town
- Loomis

### CDPs
| - Alta - Carnelian Bay - Cedar Flat - Dollar Point - Dutch Flat - Foresthill - Granite Bay - Kings Beach - Kingvale‡ | - Meadow Vista - Newcastle - North Auburn - Penryn - Sheridan - Sunnyside–Tahoe City - Tahoe Vista - Tahoma‡ |

‡ Dieser Ort liegt teilweise in einem benachbarten County